# مؤشر الأسعار

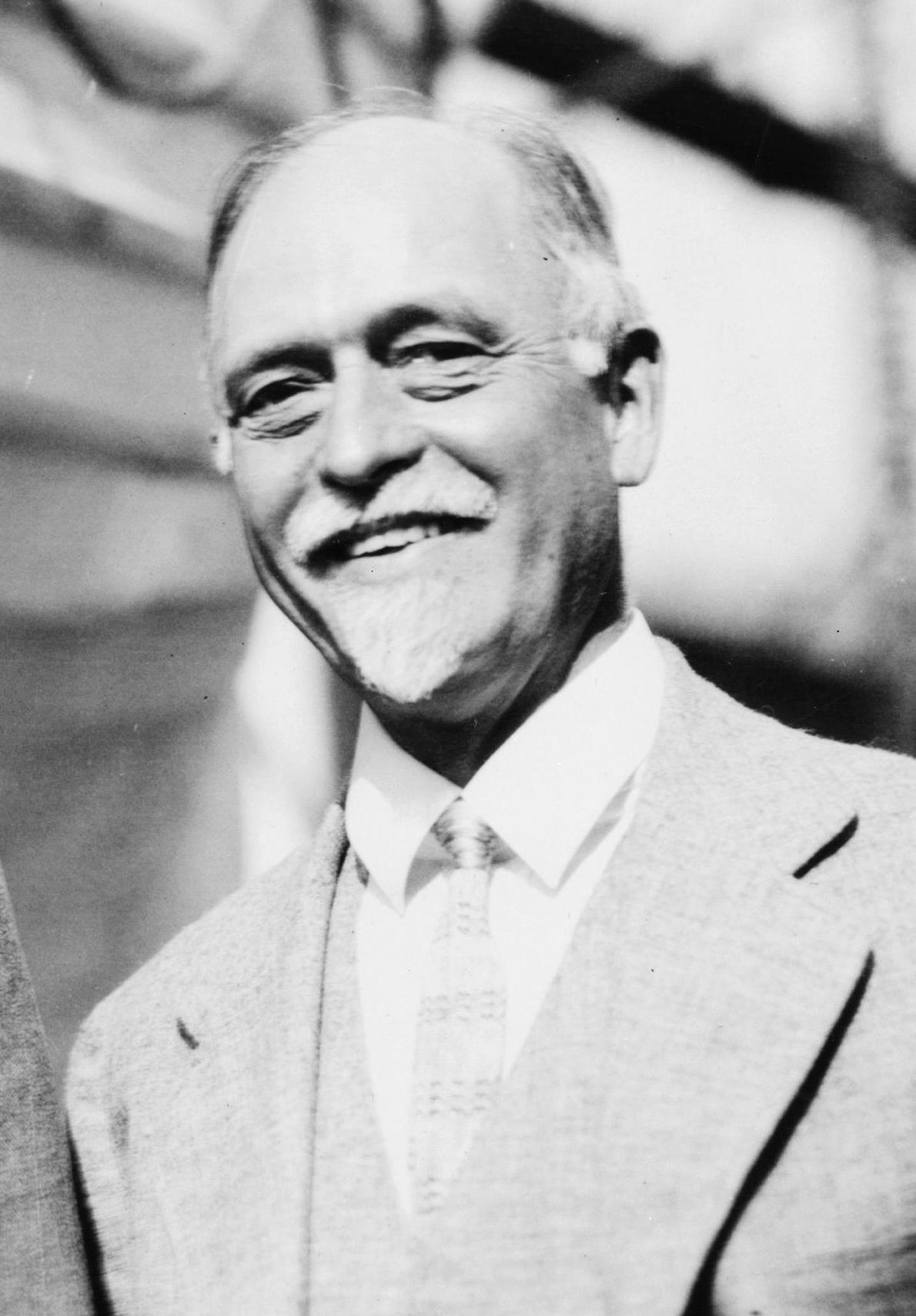

مؤشر السعر هو متوسط حسابي موحد (يكون متوسطًا مرجحًا إجمالًا) لعلاقات الأسعار إلى صنف معين من السلع أو الخدمات في مكان محدد في أثناء فاصل زمني محدد. وهو مؤشر إحصائي صُمم ليساعد في مقارنة كيفية تفاوت إجمالي علاقات الأسعار هذه بين الفترات الزمنية أو المناطق الجغرافية.
لدى مؤشرات الأسعار عدة استخدامات ممكنة. فيمكنها، لا سيما المؤشرات ذات الاستخدام الواسع النطاق، أن تقيس مستوى الأسعار العام للاقتصاد أو تكلفة المعيشة. يمكن لمؤشرات السعر الأضيق نطاقًا في الاستخدام أن تساعد المنتجين في خطط الأعمال والتسعير. قد تكون أحيانًا ذات فائدة في المساعدة على توجيه الاستثمار.
تضم بعض مؤشرات السعر البارزة ما يلي:
- مؤشر أسعار المستهلك.
- مؤشر أسعار المُنتِج.
- مؤشر تكلفة العمالة.
- مؤشر أسعار الصادرات.
- مؤشر أسعار الواردات.
- معامل انكماش الناتج المحلي الإجمالي.

## تاريخ بداية مؤشرات السعر
لم يحدث أي اتفاق قاطع حول من ابتكر أول مؤشر للأسعار. تنتمي أقدم الأبحاث الواردة في هذا المجال إلى الويلزي رايس فوغان، الذي بحث في تغير مستوى السعر في كتابه مقالة حول سك النقود والنقود الصادر في 1675. أراد فوغان أن يميز التأثير التضخمي لتدفق المعادن النفيسة التي أتت إسبانيا بها من العالم الجديد عن الأثر الناجم عن تخفيض العملة. قارن فوغان النظم الأساسية العمالية في زمانه بأخرى مشابهة يرجع تاريخها إلى إدوارد الثالث. حددت هذه النظم الأساسية الأجور لبعض المهام وقدمت سجلًا مفيدًا للتغير في مستويات الأجور. علل فوغان ذلك بأن سوق العمل الأساسي لم يتقلّب كثيرًا مع مرور الزمن وأن من المحتمل أن يشتري الأجر الأساسي للعامل الكمية ذاتها من السلع في أزمنة مختلفة، بناء على ذلك أدى أجر العامل دور سلة سلع. بيّن تحليل فوغان أن مستويات السعر في إنجلترا ارتفعت من ستة إلى ثمانية أضعاف عن القرن المنصرم.
رغم عدّ فوغان رائد أبحاث مؤشر السعر، لم يتضمن تحليله في الواقع على حساب المؤشر. في عام 1707، ابتكر الإنجليزي وليام فليتوود ما قد يكون أول مؤشر سعر حقيقي. فقد طلب أحد طلاب جامعة أكسفورد منه أن يساعده في إثبات كيفية تغير الأسعار. ذلك أن الطالب سيخسر الزمالة لأن ثمة نص سُن في القرن الخامس عشر منع الطلاب الذين يزيد دخلهم السنوي عن خمسة جنيهات من الحصول على الزمالة. جمع فليتوود، الذي سبق أن أبدى اهتمامًا في تغير السعر، كمًا كبيرًا من بيانات السعر التي ترجع إلى مئات من السنين. طرح فليتوود مؤشرًا يضم متوسط علاقات الأسعار واستخدم طرائقه ليبين أن قيمة الخمسة جنيهات قد تغيرت كثيرًا على امتداد 260 عامًا. بحث في هذه المسألة نيابة عن طلبة أكسفورد ونشر استنتاجاته دون اسم في مجلد عنونه كرونيكون بريتشوزم (التاريخ النفيس).

## الحساب التقليدي
بفرض أن C هي مجموعة من السلع والخدمات، يكون إجمالي القيمة السوقية للمعاملات التجارية في C في فترة زمنية معينة t
{\displaystyle \sum _{c\,\in \,C}(p_{c,t}\cdot q_{c,t})}
وفيها
pc,t يرمز إلى السعر السائد لـc  في الفترة الزمنية t
qc,t يرمز إلى كمية c التي بيعت في الفترة الزمنية t
إذا بيعت الكميات ذاتها لكل سلعة أو خدمة، خلال فترتين هما t0 وtn، لكن في أسعار مختلفة، فإن:
{\displaystyle q_{c,t_{n}}=q_{c}=q_{c,t_{0}}\,\forall c}
و
{\displaystyle P={\frac {\sum (p_{c,t_{n}}\cdot q_{c})}{\sum (p_{c,t_{0}}\cdot q_{c})}}}
ستكون مقياسًا معقولًا لسعر المجموعة في فترة زمنية واحدة بالمقارنة مع الفترة الزمنية الأخرى، وستقدم مؤشرًا يقيس إجمالي الأسعار النسبية مرجحًا بالكميات المباعة.
بطبيعة الحال، يندر -إن لم يكن مستحيلًا- أن تتطابق الكميات المشتراة عبر أي فترتين، ولأي غرض عملي كان. بناء على ذلك، تكون صيغة المؤشر هذه ليست بالعملية جدًا.
قد يرغب المرء أن يعدل قليلًا في الصيغة لتصبح
{\displaystyle P={\frac {\sum (p_{c,t_{n}}\cdot q_{c,t_{n}})}{\sum (p_{c,t_{0}}\cdot q_{c,t_{0}})}}}
رغم ذلك، لم يقدم هذا المؤشر الجديد ما يميز الزيادة أو الانخفاض في الكميات المباعة عن تغيرات السعر. لمعرفة ذلك، فكر فيما سيحدث إن تضاعفت جميع الأسعار بين t0 وtn، في حين تبقى الكميات دون تغيير: ستتضاعف P. والآن، فكر فيما سيحدث إن تضاعفت جميع الكميات بين t0 وtn في حين لا تتغير الأسعار: ستتضاعف P. في كلا الحالتين، يكون التغير في P متطابقًا. بناء على ذلك، يكون P مؤشرًا للكمية بقدر ما يكون مؤشرًا للأسعار.
أُنشئت العديد من المؤشرات في محاولة للتعويض عن هذه الصعوبة.

### مؤشرات أسعار باشى ولاسبيرز
الصيغتان الأكثر أساسية اللتان طُبقتا لحساب مؤشرات الأسعار هما مؤشر باشى (سمي باسم الاقتصادي هيرمان باشى) ومؤشر لاسبيرز (سمي باسم الاقتصادي ايتين لاسبيرز).
يُحسب مؤشر باشى كما يلي:
{\displaystyle P_{P}={\frac {\sum (p_{c,t_{n}}\cdot q_{c,t_{n}})}{\sum (p_{c,t_{0}}\cdot q_{c,t_{n}})}}}
في حين يُحسب مؤشر لاسبيرز كما يلي:
{\displaystyle P_{L}={\frac {\sum (p_{c,t_{n}}\cdot q_{c,t_{0}})}{\sum (p_{c,t_{0}}\cdot q_{c,t_{0}})}}}
ويكون P المؤشر النسبي لمستويات السعر في فترتين زمنيتين، وt0 فترة الأساس (السنة الأولى غالبًا)، وtn الفترة الزمنية التي يحسب فيها المؤشر.
لاحظ أن الفرق الوحيد في الصيغ هو أن الصيغة الأولى تستخدم كميات الفترة الزمنية n، بينما تستخدم الصيغة الثانية كميات فترة الأساس (الفترة 0). من الوسائل المساعدة للذاكرة حول أي رقم مؤشر يستخدم أي فترة زمنية هي منذ أن L يأتي قبل P في الأبجدية، لذا، يستخدم مؤشر لاسبيرز الكميات الأساسية الأولى ويستخدم مؤشر باشى الكميات الأخيرة.
عند تطبيقه على حزم المستهلكين الفرديين، أظهر مؤشر لاسبيرز رقم 1 أنه يمكن للعملاء في الفترة الحالية تحمل نفقة الحزمة ذاتها كالتي استهلكوها في الفترة الزمنية السابقة، بفرض أن الدخل لم يتغير؛ بينما إظهار مؤشر باشى رقم 1 يعني أنه يمكن للعملاء استهلاك الحزمة ذاتها في فترة الأساس كالتي يستهلكونها في الفترة الحالية، بفرض أن الدخل لم يتغير.
بناءً على ذلك، قد يحسب المرء مؤشر باشى مؤشرًا تكون حزمة السلع فيه هي وحدة القياس باستخدام أسعار العام الحالي وكمياته. على نحو مماثل، يمكن اعتبار مؤشر لاسبيرز بمثابة مؤشر أسعار يأخذ حزمة السلع باستخدام الأسعار الحالية وكميات فترة الأساس بمثابة وحدة القياس.
يغلب على مؤشر لاسبيرز المبالغة في التضخم (في نطاق تكلفة المعيشة)، في حين يغلب على مؤشر باشى التقليل منه، لأن المؤشرات لا تأخذ في الاعتبار حقيقة أن يرد المستهلكون على تغيرات السعر عادة عبر تغيير الكميات التي يشترونها. على سبيل المثال، إذا ارتفع سعر السلعة c، مع افتراض بقاء العوامل الأخرى على حالها، فإنه ينبغي أن تنخفض الكميات المطلوبة لتلك السلعة.